# Leader di partito
È un leader di partito, o capo politico, chi è posto a capo di un partito politico. Di solito ricopre una posizione formale, la cui denominazione varia secondo gli Stati e i partiti politici.

## Descrizione
In certi partiti vi è più di una posizione con le denominazioni sopra ricordate; in questi casi la ripartizione delle competenze è molto variabile: in alcuni partiti il leader o presidente è posto al vertice, mentre il segretario è posto alle sue dirette dipendenze e si occupa prevalentemente degli aspetti organizzativi; in altri partiti, invece, il segretario o il leader ha l'effettiva direzione del partito mentre al presidente spetta un ruolo di rappresentanza.
In certi paesi, tra cui quelli anglosassoni e quelli scandinavi, il ruolo di leader del partito coincide con quello di leader del suo gruppo parlamentare (alla camera bassa, se il parlamento è bicamerale), tanto che, spesso, viene eletto da quest'ultimo; in tal caso il presidente o il segretario del partito, ove presente, tende ad avere un ruolo di secondo piano.  Altrove, invece, il gruppo parlamentare ha un proprio leader (capogruppo o presidente) distinto dal leader del partito, ma è quest'ultimo che tende ad avere il ruolo di maggior rilievo. Dove non è eletto dal gruppo parlamentare, il leader  è di norma eletto da organi assembleari del partito, come il congresso, il comitato centrale o altri analoghi; talvolta è eletto direttamente dagli iscritti. Accanto ai leader ora ricordati nei partiti possono esserci leader informali che, pur non ricoprendo una posizione formale, hanno talvolta poteri effettivi superiori a quelli di coloro che ricoprono tali posizioni. Anche i leader delle correnti interne al partito sono spesso informali e possono avere, di fatto, un ruolo molto rilevante nella direzione del partito.
Oltre ai partiti anche una coalizione politica può avere un proprio leader; solitamente il leader del partito più importante della coalizione; se così non è, può trovarsi in posizione di debolezza nei confronti dei leader dei partiti coalizzati.

## Compiti e funzioni
Il leader del partito è tipicamente responsabile dei rapporti con il pubblico; come tale, ha un ruolo di primo piano nella definizione della linea politica del partito (e, in particolare, dei programmi elettorali) e nella comunicazione della stessa all'elettorato; è, inoltre, il principale contatto tra il partito e i mass media. Nei sistemi bipartitici o bipolari il leader del partito o della coalizione che ha la maggioranza in parlamento diventa di fatto automaticamente primo ministro (o capo del governo comunque denominato) mentre il leader del partito o della coalizione di opposizione che ha il maggior numero di seggi diventa leader dell'opposizione, laddove esiste questa figura.

## Nel mondo
In alcuni Stati del mondo, ad esempio nei Paesi anglosassoni, viene utilizzata anche ufficialmente la denominazione leader.  Altrove si usano denominazioni come presidente oppure segretario generale, segretario politico o, semplicemente, segretario. 
In particolare, la denominazione segretario generale è tipica dei partiti comunisti e socialisti sebbene il titolo (o altri analoghi) sia stato poi adottato anche da partiti di diversa ideologia. Esiste anche la denominazione segretario federale usata in alcuni partiti politici per chi dirige una federazione, articolazione organizzativa di livello intermedio, che riunisce più organizzazioni di livello inferiore (sezioni o simili), come ad esempio accade in Italia con la Lega per Salvini Premier.